# Remissão (direito)
No Direito das obrigações, a remissão é uma forma de extinção da obrigação pela qual o credor perdoa a dívida do devedor, não pretendendo mais exigi-la. Dá-se entre dois sujeitos obrigacionais (inter partes), não sendo admitido que um terceiro seja prejudicado pela ação de remissão.

## Requisitos
Para caracterizar-se como remissão, a relação obrigacional deve respeitar os seguintes requisitos:
1. Ânimo ou vontade do credor para perdoar;
2. Aceitação do perdão pelo devedor, caracterizando, assim, a remissão como de natureza bilateral.[3]

## Espécies
O perdão, na remissão, pode ser:
1. Total: a dívida é integralmente perdoada;
2. Parcial: o credor só recebe parte da dívida, subsistindo o débito.

Com relação à forma, a remissão pode ser:
1. Expressa: a remissão ocorre na forma escrita ou verbal, e o credor declara não mais ter interesse em receber a dívida;
2. Tácita: quando ocorre a devolução voluntária da obrigação, ou mesmo a própria destruição do título desta, sem que seja averbado ou escrito o perdão.

## Remissão no Direito Tributário
Remissão é o perdão da dívida. Se o credor perdoa a dívida, está extinto o crédito. No Direito Privado basta uma decisão do credor para perdoar a dívida.
No Direito Tributário é um pouco diferente, uma vez que a remissão é possível apenas nos casos previstos em lei e, ainda assim, apenas se estiver presente alguma das circunstâncias do art. 172 do CTN.
A remissão será concedida pela autoridade administrativa, por despacho fundamentado, podendo ser total ou parcial, conforme autorização legal. O artigo 172 do CTN determina que a lei instituidora da remissão considerará:
I – a situação econômica do sujeito passivo;
II – a ocorrência de erro ou ignorância escusáveis do sujeito passivo, quanto à matéria de fato;
III – a diminuta importância do crédito tributário;
IV – considerações de eqüidade, em relação com as características pessoais ou materiais do caso;
V – condições peculiares a determinada região do território da entidade tributante.

## Remissão e remição da pena
A remissão, que significa perdão, não deve ser confundida com a remição, que no Direito Processual significa resgate ou o ato de remir, livrar do poder alheio, adquirir de novo, ou, ainda, com a remição da pena, que, em Direito Penal, consiste em um instituto pelo qual dá-se como cumprida parte da pena por meio do trabalho do condenado, que também não pode se confundir com renúncia, que é o ato pelo qual o credor abre mão de receber a prestação devida.
Por fim, no bojo do Estatuto da Criança e do Adolescente, o instituto da remissão refere-se ao perdão conferido ao adolescente que praticou um ato infracional. Assim, a remissão pode ser concedida pelo membro do Ministério Público, como forma de exclusão do processo de apuração do ato infracional, sujeita à homologação do juízo (art. 126); ou, ainda, pelo próprio juízo menorista, já durante a ação, como forma de suspensão ou de extinção do processo (art. 126, parágrafo único). Em todo caso, a remissão não implica necessariamente o reconhecimento ou comprovação da responsabilidade, nem prevalece para efeito de antecedentes, podendo incluir eventualmente a aplicação de qualquer das medidas (de proteção ou socioeducativas) previstas em lei, exceto a colocação em regime de semi-liberdade e a internação.